# Cyrtodactylus kamengensis
Cyrtodactylus kamengensis — вид ящірок з родини геконових (Gekkonidae). Описаний у 2022 році.

## Назва
Видова назва kamengensis стосується річки Каменг, поблизу якої був виявлений цей вид.

## Поширення
Ендемік Індії. Виявлений на заході штату Аруначал-Прадеш.